# Miscouche
Miscouche es un municipio rural canadiense situado en la provincia de Isla del Príncipe Eduardo.

## Superficie
Miscouche tiene una superficie de 3,49 km².

## Demografía
En 2021, tenía 992 habitantes, una densidad poblacional de 284,1 hab./km², y 401 viviendas.